# Газопровод Магриб — Европа

Желтым показан газопровод Магриб-Европа.

Магистральный газопровод Магриб-Европа (MEG, также известный как Pedro Duran Farell pipeline) связывает гигантское газоконденсатное месторождение Хасси-Рмель в Алжире — через территорию Марокко — с ГТС Испании и Португалии. От испанского города Кордова, область Андалусия газопровод через область Эстремадура идёт в Португалию. Основные поставки природного газа по газопроводу поступают в Испанию и Португалию, значительно меньшие — в Марокко.

## История
Газопровод Магриб-Европа был впервые предложен в 1963 году французскими компаниями. Это предложение предусматривало продолжение трубопровода до Страсбурга на северо-востоке Франции. Однако из-за войны в Западной Сахаре, любой маршрут из Алжира через Марокко был в то время невозможен. Кроме того, потребление природного газа в Испании было невелико, чтобы экономически оправдать строительство трубопровода.
К реализации проекта приступили только в начале 1990-х после заключения перемирия в Западной Сахаре между Марокко и Фронтом ПОЛИСАРИО, который пользовался поддержкой Алжира. В 1992 году министры Испании и Алжира договорились начать строительство трубопровода. В то же время алжирская энергетическая компания Sonatrach и испанская газовая компания Enagás подписали долгосрочное соглашение о поставках природного газа в Испанию. В том же году была создана проектная компания Europe-Maghreb Pipeline Ltd. В 1994 году португальская компания «Трансгаз» присоединилась к проекту. Строительство началось 11 октября 1994 года.
Трубопровод принят в эксплуатацию 1 ноября 1996 года и начал действовать 9 ноября 1996 года. Испанский участок был открыт в Кордове 9 декабря 1996 года. Португальский участок был открыт 27 февраля 1997 года. В 2000 году трубопровод Магриб-Европа получил название в честь испанского инженера и предпринимателя Педро Дюрана Фарелла, который являлся одним из инициаторов и организаторов строительства этого газопровода (умер в июле 1999 года).

## Технические характеристики
Длина трубопровода — 1620 километров (1010 миль).
Трубопровод состоит из пяти участков. Алжирский, марокканский и андалузский участки трубопровода имеют диаметр 48 дюймов (1220 мм). Подводный участок газопровода состоит из двух 22-дюймовых (560 мм) ниток. Секция газопровода в Португалию, проходящая через испанскую автономную область Эстремадура, сварена из труб диаметром 28 и 32 дюйма.
Первоначально пропускная способность трубопровода составляла 8,6 млрд м³ природного газа в год. В 2004 году она была увеличена до 11,5 млрд м³ в год.
Первоначальная стоимость проекта — $2,3 млрд. Основные подрядчики строительства газопровода — американская Bechtel, итальянская Saipem и шведско-швейцарская ABB.

## Маршрут и операторы
Алжирский участок газопровода, 515 километров (320 миль) в длину, начинается на месторождении Хасси-Рмель и идет до границы с Марокко. Владельцем и оператором этого участка газопровода является компания Sonatrach.
522 километровый (324 миль) марокканский участок является собственностью государства Марокко и управляется компанией Metragaz, которая является совместным предприятием компаний Sagane (дочернее предприятие испанской Gas Natural Fenosa), Трансгаз и САЭС (Марокко).
Длина морского участка через Гибралтарский пролив составляет 45 километров (28 миль); он находится в совместной собственности компаний Enagás, Трансгаз и государства Марокко.
Длина андалузского участка — 269 километров (167 миль), длина участка по области Эстремадура — 270 километров (170 миль).
Длина португальской секции — 269 километров (167 миль).